# Heroine (SOLIDEMOの曲)
「Heroine」（ヒロイン）は、2014年9月17日にavex traxから発売されたSOLIDEMOのセカンドシングル。

## 概要
男性8人組音楽グループSOLIDEMOのセカンドシングル。
「CD+DVD SOLID盤」、「CDシングル EMO盤」、「mu-moショップ＆イベント会場限定ミュージックカード」の3形態で発売。
「Heroine」は2014年5月22日 SOLIDEMO LIVE vol.38にてファンに初披露された。また、同曲は2014年4月よりフジテレビで放送されていたドラマ『ファースト・クラス』のテーマソングとなっている。
SOLID盤及びEMO盤に収録されている「ギミギミLOVE」は2014年4月16日 SOLIDEMO LIVE vol.34にて初披露された。
また、同曲は2014年4月よりテレビ朝日で放送されている『私のホストちゃんS』のテーマソングとなっている。
なお「mu-moショップ＆イベント会場限定ミュージックカード」はトランプ仕様の全53種絵柄となっている。各メンバーカードそれぞれ1枚（絵柄はランダム）×8人分の8枚組セット商品。封入特典として各マークのキングまたはジョーカーカード全5種のうち1種がランダム封入されている。なお、キングのカードはメンバー全員。ジョーカーはギミギミLOVEのMVのコスチュームの手島。特典のカードには音源をダウンロードする機能はない。

## 収録内容

### [CD+DVD] SOLID盤
品番：AVCD-831018/B
CD
1. Heroine 

作詞：H.U.B.　作曲：野崎良太　編曲：野崎良太
2. ギミギミLOVE 

作詞：Mio Aoyama　作曲：Fredrik Thomander/Jörgen Elofsson　編曲：Fredrik Thomander/Jörgen Elofsson
3. Heroine(Instrumental)
4. ギミギミLOVE(Instrumental)

DVD
1. Heroine(Music Video)
2. ギミギミLOVE(Music Video)
3. Heroine & ギミギミLOVE(Off Shot)

### [CDシングル] EMO盤
品番：AVCD-83019
1. Heroine
2. ギミギミLOVE

### [ミュージックカード] mu-moショップ＆イベント会場限定【8枚セット】
品番：AQZ1-76423～30
1. Heroine

## タイアップ
| 起用年 | 楽曲         | タイアップ                                                      |
| ------ | ------------ | --------------------------------------------------------------- |
| 2014年 | Heroine      | フジテレビ 『ファースト・クラス』テーマソング（2014年4月- 6月） |
| 2014年 | ギミギミLOVE | テレビ朝日『私のホストちゃんS』テーマソング（2014年4月-9月 ）   |

## イベント

### 定期ライブ
| 日程                                                                                       | 公演名                  | 会場          | 備考 |
| ------------------------------------------------------------------------------------------ | ----------------------- | ------------- | --- |
| 2014年6月5日・12日・26日・7月3日・10日・17日・31日・8月7日・15日・21日・28日・9月4日・11日 | SOLIDEMO LIVE vol.40-52 | SHIBUYA DESEO | 会場限定予約特典会開催。SOLID盤もしくはEMO盤予約者は握手券1枚、ミュージックカード8枚セット予約者は好きなメンバーとの2ショットもしくは指定されたメンバーとの3ショット撮影券1枚を配布。また、購入金額1000円毎にスタンプカードに捺印し、30個貯まるとメンバー8人全員もしくは指定のメンバー1名のサイン色紙プレゼント。  |
| 2014年9月17日・25日                                                                        | SOLIDEMO LIVE vol.53-54 | SHIBUYA DESEO | 購入者特典会開催。SOLID盤もしくはEMO盤購入者は握手券1枚、ミュージックカード8枚セット購入者は好きなメンバーとの2ショットもしくは指定されたメンバーとの3ショット撮影券1枚を配布。また、購入金額1000円毎にスタンプカードに捺印し、30個貯まるとメンバー8人全員もしくは指定のメンバー1名のサイン色紙プレゼント。        |
| 2014年10月5日                                                                              | SOLIDEMO LIVE vol.55    | SHIBUYA DESEO | 購入者特典会開催。「THE ONE」SOLID盤、EMO盤、CD8枚組セット、「Heroine」SOLID盤、EMO盤、ミュージックカード8枚セットもしくは生写真購入者に握手券1枚を配布。「Heroine」のみ購入金額1000円毎にスタンプカードに捺印し、30個貯まるとメンバー8人全員もしくは指定のメンバー1名のサイン色紙プレゼント。                     |
| 2014年10月16日・23日                                                                       | SOLIDEMO LIVE vol.56-57 | SHIBUYA DESEO | 購入者特典会開催。「THE ONE」SOLID盤、EMO盤、CD8枚組セット、「Heroine」SOLID盤、EMO盤、ミュージックカード8枚セットもしくはグッズ（ゴムブレスを除く）購入者に握手券1枚を配布。「Heroine」のみ購入金額1000円毎にスタンプカードに捺印し、30個貯まるとメンバー8人全員もしくは指定のメンバー1名のサイン色紙プレゼント。 |

### プロモーションイベント
| 日程           | 公演名                                                         | 会場                           | 備考 |
| -------------- | -------------------------------------------------------------- | ------------------------------ | --- |
| 2014年7月12日  | 「Heroine」発売決定記念イベント                                | つくばクレオスクエア（茨城県） | 2部制。ミニライブ＋特典会。（握手会・グループショットチェキ会）                                                      |
| 2014年7月13日  | 2nd SINGLE「Heroine」発売決定記念イベント                      | エイベックス本社               | 特典会。（握手会・ツーショットチェキ撮影会・スリーショットチェキ撮影会・グループショット撮影会・サイン色紙お渡し会） |
| 2014年7月27日  | 2nd SINGLE「Heroine」発売決定記念イベント                      | エイベックス本社               | 特典会。（握手会・ツーショットチェキ撮影会・スリーショットチェキ撮影会・グループショット撮影会・サイン色紙お渡し会） |
| 2014年8月3日   | 「Heroine」発売決定記念イベント＠ヤマハミュージック心斎橋店    | ヤマハミュージック心斎橋店     | アカペラ披露後特典会。（握手会・グループショット撮影会）                                                             |
| 2014年8月15日  | 2nd SINGLE「Heroine」発売決定記念イベント                      | エイベックス本社               | 特典会。（握手会・撮影会・サイン色紙お渡し会）                                                                       |
| 2014年8月16日  | 「Heroine」発売決定記念イベント@SHIBUYA TSUTAYA                | SHIBUYA TSUTAYA                | 特典会。（握手会・グループショット撮影会）                                                                           |
| 2014年8月17日  | 「Heroine」発売記念イベント＠イトーヨーカドー東大和店          | イトーヨーカドー東大和店       | ミニライブ後特典会。（握手会・グループショット撮影会）                                                               |
| 2014年8月18日  | 「Heroine」発売決定記念イベント@タワーレコード渋谷店           | タワーレコード渋谷店           | 特典会。（握手会・グループショット撮影会）                                                                           |
| 2014年8月20日  | 「Heroine」発売決定記念イベント＠新星堂赤羽ヨーカドー店        | 新星堂赤羽ヨーカドー店         | 特典会。（握手会・グループショット撮影会）                                                                           |
| 2014年8月23日  | 2nd SINGLE「Heroine」発売決定記念イベント                      | エイベックス本社               | 特典会。（握手会・撮影会・サイン色紙お渡し会）                                                                       |
| 2014年8月24日  | SOLIDEMO 2ndシングル「Heroine」発売記念 予約購入特典イベント   | 大塚Hearts＋                   | 3部制。ミニライブ+特典会。（握手会・ツーショットチェキ撮影会・スリーショットチェキ撮影会・サイン色紙お渡し会）       |
| 2014年9月7日   | SOLIDEMO 2ndシングル「Heroine」発売記念 予約購入特典イベント   | SHIBUYA DESEO                  | 3部制。ミニライブ+特典会。（握手会・ツーショットチェキ撮影会・スリーショットチェキ撮影会・サイン色紙お渡し会）       |
| 2014年9月13日  | 「Heroine」発売決定記念イベント ＠ラゾーナ川崎プラザ           | ラゾーナ川崎プラザ             | 2部制。ライブ後特典会。（握手会・グループショット撮影会）                                                            |
| 2014年9月14日  | 「Heroine」発売記念イベント＠東京都 イトーヨーカドー東大和店   | イトーヨーカドー東大和店       | ミニライブ後特典会。（握手会・グループショット撮影会）                                                               |
| 2014年9月15日  | SOLIDEMO 2ndシングル「Heroine」発売記念 予約購入特典イベント   | SHIBUYA DESEO                  | 3部制。ミニライブ+特典会。（握手会・ツーショットチェキ撮影会・スリーショットチェキ撮影会・サイン色紙お渡し会）       |
| 2014年9月20日  | SOLIDEMO 2ndシングル「Heroine」発売記念 予約購入特典イベント   | SHIBUYA DESEO                  | 3部制。ミニライブ+特典会。（握手会・ツーショットチェキ撮影会・スリーショットチェキ撮影会・サイン色紙お渡し会）       |
| 2014年9月21日  | SOLIDEMO「Heroine」発売記念イベント＠東京都 ヴィーナスフォート | ヴィーナスフォート             | ミニライブ+特典会。（握手会・グループショット撮影会）                                                                |
| 2014年10月13日 | 「Heroine」発売記念イベント＠みのおキューズモール              | みのおキューズモール           | エイベックス・チャレンジステージにてゲストライブ出演。特典会。（握手会）                                             |

### その他イベント
| 日程                 | 公演名                                                   | 会場                                                   | 備考                                                                                                   |
| -------------------- | -------------------------------------------------------- | ------------------------------------------------------ | --- |
| 2014年7月19日        | 2014 サマーコンファレンス                                | 赤レンガ倉庫特設ステージ（横浜みなとみらい）           | ライブ終了後特典会。（握手会・グループショット撮影会）                                                 |
| 2014年7月20日        | 新星堂×CD&DLでーた presents 『BOYS ON STAGE MEETING』    | TOKYO FM HALL                                          | 2部制。ライブ終了後特典会。（握手会・グループショット撮影会）                                          |
| 2014年7月21日        | K-mix おひるま協同組合 SEA SIDE STATION ’14 IN SHIZUNAMI | 静波海水浴場特設ステージ（静岡県牧之原市静波）         | 公開放送後特典会。（握手会・グループショット撮影会・ツーショット撮影会）                               |
| 2014年8月2日         | カンパイKOBE2014                                         | みなとのもり公園（神戸震災復興記念公園）内特設ステージ | ライブ終了後特典会。（握手会・グループショット撮影会）                                                 |
| 2014年8月31日        | カラオケスーパーグランプリ2014                           | デリシャカスステージ (赤坂サカス)                      | ゲストライブ出演。イベント終了後特典会。（握手会）                                                     |
| 2014年9月6日         | 第19 回 東京ガールズコレクション 2014 AUTUMN/WINTER      | さいたまスーパーアリーナ                               | オフィシャルホスト、オープニングアクトとしてライブ出演、モデルとしてランウェイ出演。特典会。（握手会） |
| 2014年9月28日        | AOMORI SHOCK ON 2014                                     | 青森港新中央埠頭 特設ステージ                          | ライブ出演。特典会。（握手会）                                                                         |
| 2014年10月28日・29日 | 長沼静きもの学院 2014学院祭 Dreams                       | 椿山荘                                                 | ゲスト出演。特典会。（握手会）                                                                         |
| 2014年10月30日       | 第5回東京ボーイズコレクション                            | 国立代々木第二体育館                                   | ライブ・ランウェイ出演。特典会。（握手会）                                                             |

### ソリポキャンペーン
ソリポ会員限定イベント。いずれも応募抽選方式。応募1口につきソリポ100ポイントが必要。
| 日程           | イベント名                             | 会場            | 内容                                                                                 |
| -------------- | -------------------------------------- | --------------- | ------------------------------------------------------------------------------------ |
| 2014年10月25日 | カフェディーモ！～午後のお茶会～       | Cream Baby Café | メンバーとのお茶会。メンバー8人が2名ずつに分かれ、好きなメンバーの出演する回に参加。 |
| 2014年10月25日 | テルディーモ！～ふたりの秘密の生電話～ |                 | SOLIDEMOのお好きなメンバーとのシークレット生電話。                                   |